# Saskatoon Silver Springs (circonscription saskatchewanaise)
Pour les articles homonymes, voir Saskatoon (homonymie) et Silver Springs.
Circonscription électorale provinciale du Canada
Saskatoon Silver Springs est une ancienne circonscription électorale provinciale de la Saskatchewan au Canada. Elle est représentée à l'Assemblée législative de la Saskatchewan de 2003 à 2016.

## Géographie
La circonscription comprenait les quartiers de Silverspring (en), Forest Grove (en), Evergreen (en), Willowgrove, Erindale (en) et Arbor Creek (en).

## Liste des députés
| Parlement                                                                                 | Années                                                              | Député                                                              | Député                                                              | Parti                                                               |
| Saskatoon Silver Springs                                                                  | Saskatoon Silver Springs                                            | Saskatoon Silver Springs                                            | Saskatoon Silver Springs                                            | Saskatoon Silver Springs                                            |
| Circonscription issue de Saskatoon Meewasin et Saskatoon Sutherland                       | Circonscription issue de Saskatoon Meewasin et Saskatoon Sutherland | Circonscription issue de Saskatoon Meewasin et Saskatoon Sutherland | Circonscription issue de Saskatoon Meewasin et Saskatoon Sutherland | Circonscription issue de Saskatoon Meewasin et Saskatoon Sutherland |
| ----------------------------------------------------------------------------------------- | ------------------------------------------------------------------- | ------------------------------------------------------------------- | ------------------------------------------------------------------- | ------------------------------------------------------------------- |
| 25e                                                                                       | 2003–2007                                                           |                                                                     | Ken Cheveldayoff                                                    | Saskatchewanais                                                     |
| 26e                                                                                       | 2007–2011                                                           |                                                                     | Ken Cheveldayoff                                                    | Saskatchewanais                                                     |
| 27e                                                                                       | 2011–2016                                                           |                                                                     | Ken Cheveldayoff                                                    | Saskatchewanais                                                     |
| Circonscription dissoute parmi Saskatoon Silverspring-Sutherland et Saskatoon Willowgrove |                                                                     |                                                                     |                                                                     |                                                                     |